# Hôtel de ville de Vianden
L'hôtel de ville de Vianden est un bâtiment historique, siège de la commune de Vianden, au Luxembourg.

## Histoire
Le bâtiment, mentionné dès 1469, était à l'origine l'ancien bâtiment administratif du comté de Vianden. Il est ensuite la propriété des familles nobles Ziewer et Veyder, avant de devenir la mairie de la commune de Vianden en 1950. L'apparence actuelle du bâtiment date principalement du XVIIe siècle et du XVIIIe siècle.
Il est classé comme patrimoine culturel national depuis le 6 septembre 2018.

## Description
Le bâtiment présente un plan en "L" et se distingue par la présence d'une tour qui se dresse dans l'angle concave formé par ses deux ailes.

## Galerie d'images

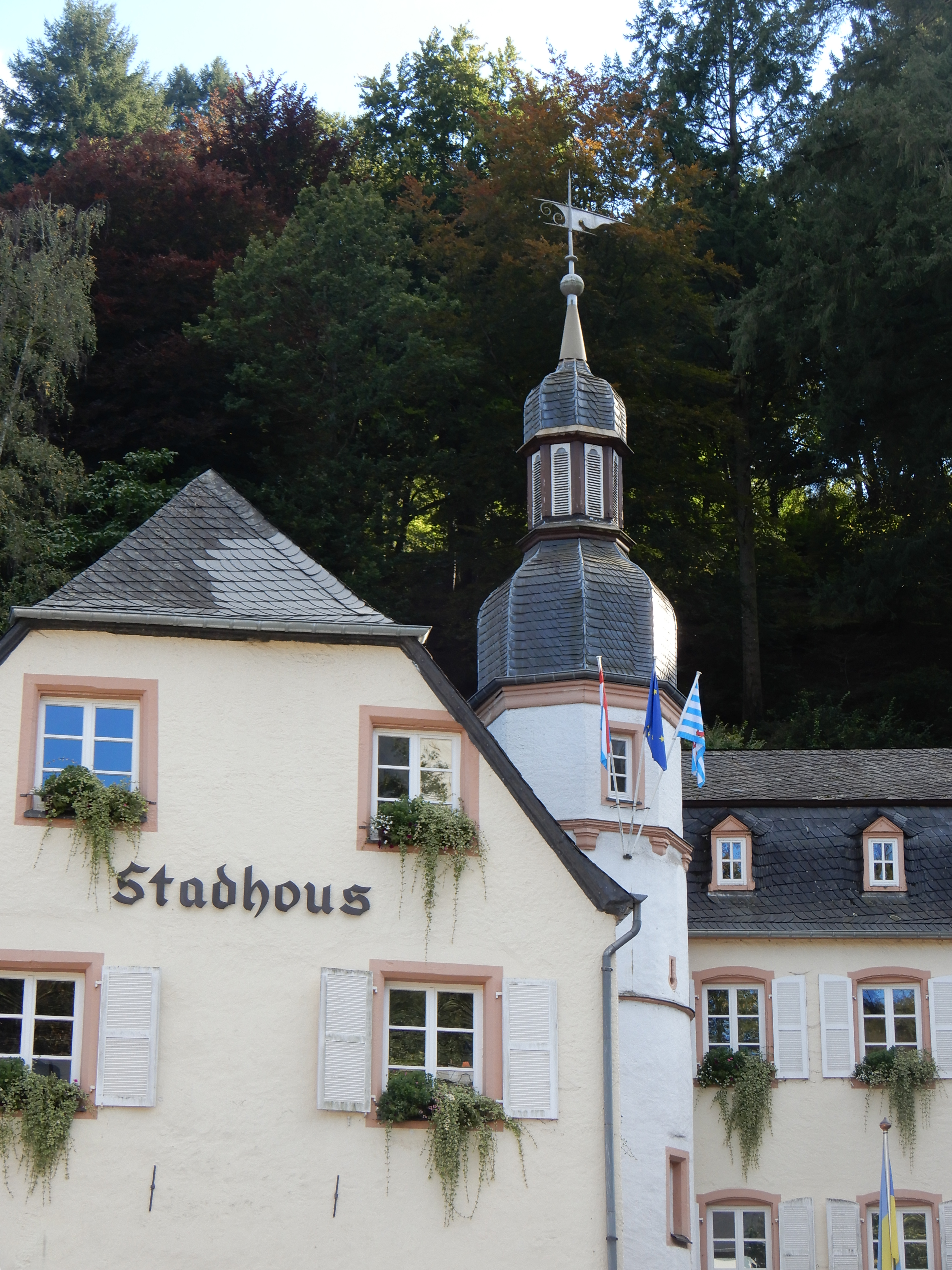
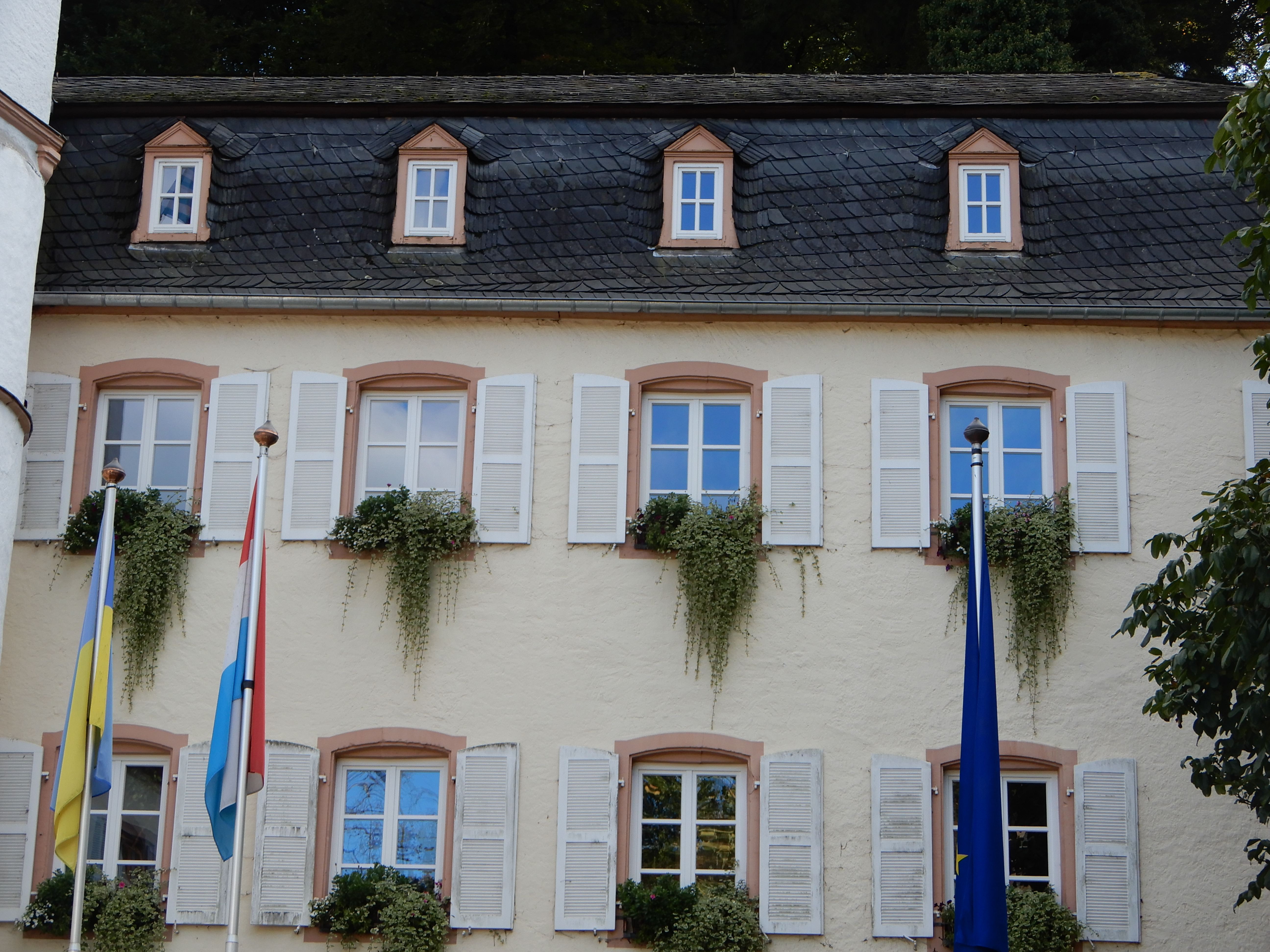
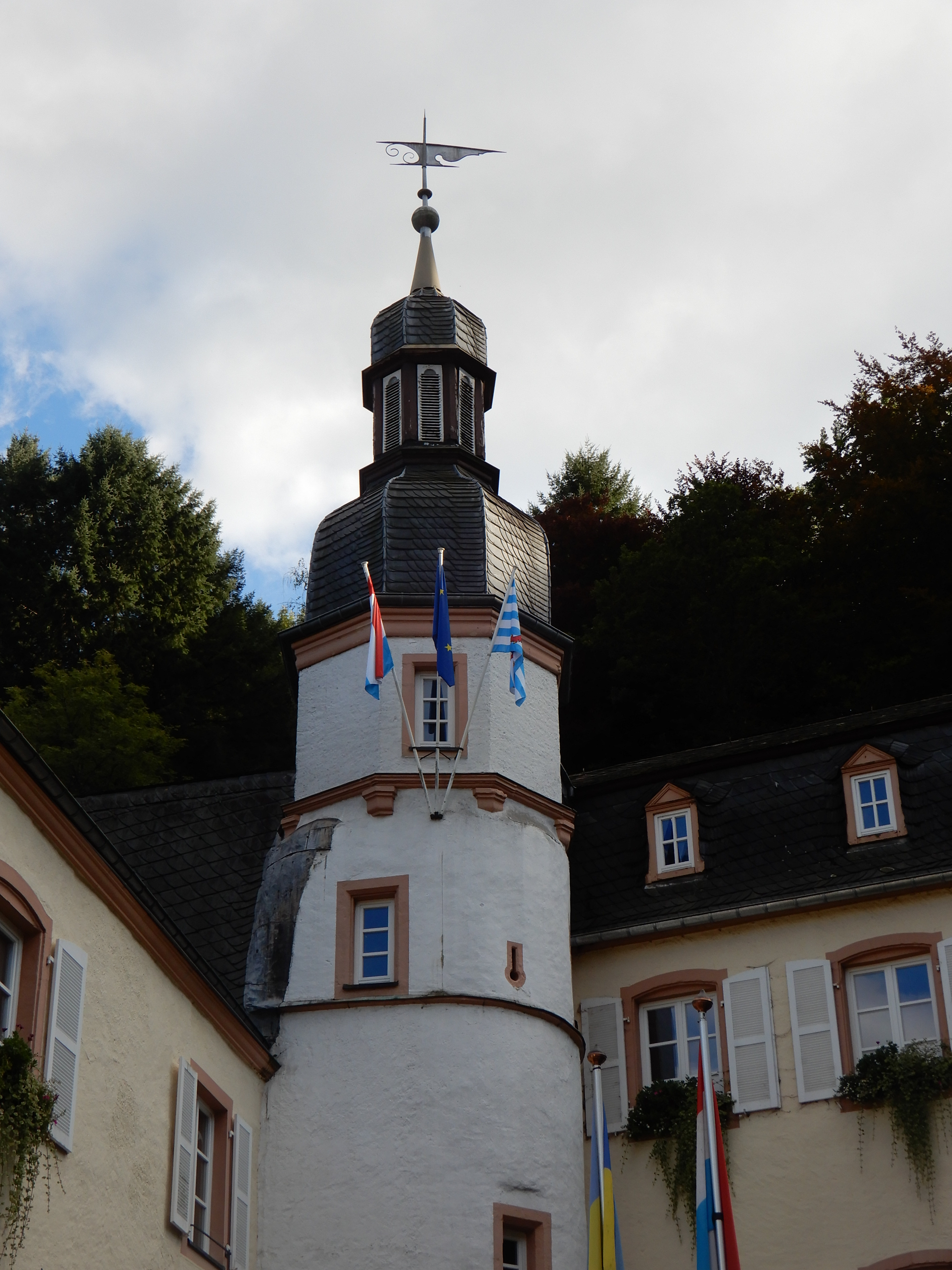